# Frettenried
Frettenried ist ein Gemeindeteil von Eurasburg im oberbayerischen Landkreis Bad Tölz-Wolfratshausen.

## Geographische Lage
Die Einöde liegt circa einen Kilometer nördlich von Beuerberg auf etwa 613 m ü. NHN in etwas Abstand linksseits eines kleinen, dort zwischen zwei Seen in zwei Läufe geteilten Bachs, der etwa nordostwärts fließt und bald von links in die Loisach mündet. Die nahe Umgebung des Ortes besteht aus kleinteiligem Grünland, das von vielen Feldhecken gegliedert ist.

## Baudenkmäler
Siehe auch: Liste der Baudenkmäler in Frettenried
- Schloss Beuerberg